# Toutry
Toutry település Franciaországban, Côte-d’Or megyében. Lakosainak száma 408 fő (2022. január 1.). Toutry Époisses, Vieux-Château, Sauvigny-le-Beuréal, Savigny-en-Terre-Plaine és Guillon-Terre-Plaine községekkel határos.

## Népesség
A település népessége az elmúlt években az alábbi módon változott:
| Lakosok száma | 687  | 503  | 496  | 467  | 451  | 442  | 442  | 423  | 413  | 408  |
|               | 1968 | 1982 | 1990 | 2006 | 2013 | 2015 | 2017 | 2019 | 2020 | 2022 |